# Sankt Marienkirchen bei Schärding
Sankt Marienkirchen bei Schärding là một đô thị thuộc huyện Schärding thuộc bang Oberösterreich, Áo. Đô thị Sankt Marienkirchen bei Schärding có diện tích 25 km², dân số thời điểm năm 2006 là 1858 người.